# Carlobruchia tricostata
Carlobruchia tricostata es un coleóptero de la familia Chrysomelidae.
Fue descrita científicamente por primera vez en 1907 por Spaeth.